# Louis Dupetit-Thouars (1920)
Louis Dupetit-Thouars (SC7) – francuski okręt podwodny z okresu międzywojennego, trzecia jednostka typu O’Byrne. Pierwotnie została zamówiona przez Rumuńską Marynarkę Wojenną, jednak została podczas budowy zarekwirowana przez rząd Francji. Okręt został zwodowany 12 maja 1920 roku w stoczni Schneidera w Chalon-sur-Saône, a do służby w Marine nationale wszedł w 1921 roku. Jednostka służyła na Morzu Śródziemnym, a z listy floty została skreślona w listopadzie 1928 roku.

## Projekt i budowa
Okręt zamówiony został przed wybuchem I wojny światowej przez Rumuńską Marynarkę Wojenną. Jednostkę zaprojektował inż. Maxime Laubeuf. W 1917 roku okręt został zarekwirowany przez rząd francuski i ukończony z powiększonym kioskiem oraz mostkiem.
„Louis Dupetit-Thouars” zbudowany został w stoczni Schneidera w Chalon-sur-Saône. Stępkę okrętu położono w kwietniu 1917 roku, został zwodowany 12 maja 1920 roku, a do służby w Marine nationale przyjęto go w 1921 roku. Otrzymał nazwę na cześć francuskiego dowódcy okrętu podwodnego „Joule” Louisa Auberta du Petit-Thouarsa, który 1 maja 1915 roku na Morzu Marmara zginął po wejściu okrętu na turecką minę. Jednostka otrzymała numer burtowy SC7.

## Dane taktyczno–techniczne
„Louis Dupetit-Thouars” był średniej wielkości okrętem podwodnym o konstrukcji dwukadłubowej. Długość całkowita wynosiła 52,4 metra, szerokość 4,7 metra i zanurzenie 2,7 metra. Wyporność w położeniu nawodnym wynosiła 342 tony, a w zanurzeniu 513 ton. Okręt napędzany był na powierzchni przez dwa czterosuwowe silniki wysokoprężne Schneider-Carels o łącznej mocy 1020 koni mechanicznych (KM). Napęd podwodny zapewniały dwa silniki elektryczne Schneider o łącznej mocy 400 KM. Dwuśrubowy układ napędowy pozwalał osiągnąć prędkość 14 węzłów na powierzchni i 8 węzłów w zanurzeniu. Zasięg wynosił 1850 Mm przy prędkości 10 węzłów (lub 875 Mm przy 12 węzłach) w położeniu nawodnym oraz 55 Mm przy prędkości 5 węzłów pod wodą.
Okręt wyposażony był w cztery dziobowe wyrzutnie torped kalibru 450 mm, z łącznym zapasem 6 torped. Uzbrojenie artyleryjskie stanowiło działo pokładowe kal. 47 mm M1902 L/50.
Załoga okrętu składała się z 2 oficerów oraz 23 podoficerów i marynarzy.

## Służba
„Louis Dupetit-Thouars” cały okres swojej służby spędził na Morzu Śródziemnym. Jednostkę skreślono z listy floty 9 listopada 1928 roku.